# Marcus Garvey (album)
A Marcus Garvey egy 1975-ös Burning Spear album. Az album nevét Marcus Garvey jamaikai nemzeti hősről kapta. Ez az első album, melyet a zenekar az Island Recordsnál rögzített. Chris Blackwell, a kiadó alapítója több jamaikai reggae-zenészt segített a világhírnévhez. A lemez producere Lawrence Lindo, ismertebb nevén Jack Ruby (nevét Lee Harvey Oswald gyilkosától kölcsönözte). A háttérzenészeket Lindo nevezte el The Black Disciples-nek. Az album szerepel az 1001 lemez, amit hallanod kell, mielőtt meghalsz című könyvben.
2010. július 27-én jelent meg az album új kiadása a Hip-O Records gondozásában.

## Az album dalai
|     | Cím               | Szerző(k)                               | Hossz |
| --- | ----------------- | --------------------------------------- | ----- |
| 1.  | Marcus Garvey     | Winston Rodney, Phillip Fullwood        | 3:27  |
| 2.  | Slavery Days      | W. Rodney, Fullwood                     | 3:34  |
| 3.  | The Invasion      | W. Rodney, C. Paisley, Fullwood         | 3:22  |
| 4.  | Live Good         | Marcus Rodney, Mackba Rodney, W. Rodney | 3:14  |
| 5.  | Give Me           | W. Rodney                               | 3:11  |
| 6.  | Old Marcus Garvey | W. Rodney, Fullwood                     | 4:03  |
| 7.  | Tradition         | D. Hines, R. Willington, W. Rodney      | 3:30  |
| 8.  | Jordan River      | W. Rodney, M. Lawrence, P. Fullwood     | 3:00  |
| 9.  | Red, Gold & Green | A. Folkes, W. Rodney, P. Fullwood       | 3:14  |
| 10. | Resting Place     | W. Rodney                               | 3:10  |

## Közreműködők

### Burning Spear
- Winston Rodney – ének
- Delroy Hines – vokál
- Rupert Willington – vokál

### The Black Disciples
- Bobby Ellis – trombita
- Vincent „Trommie” Gordon – harsona, clavinet
- Carlton „Sam” Samuels – fuvola
- Herman Marquis – altszaxofon
- Richard „Dirty Harry” Hall – tenorszaxofon
- Tyrone „Organ D” Downie – zongora, orgona
- Bernard „Touter” Harvey – zongora, orgona, clavinet
- Earl „Chinna” Smith – szólógitár
- Valentine „Tony” Chin – ritmusgitár
- Robbie „Rabbi” Shakespeare – basszusgitár
- Aston „Family Man” Barrett – basszusgitár
- Leroy „Horsemouth” Wallace – dob